# جون جورج كيميني
كان جون جورج كيميني، (بالمجرية:  Kemény János György)‏، (في الفترة من 31 مايو 1926 حتى 26 ديسمبر 1992) عالم رياضيات مجريا أمريكيا يهودي، وعالم حاسب آلي، ومربيًا فاضلاً اشتهر بالمشاركة في تطوير لغة البرمجة البيسيك (BASIC) في عام 1964 مع توماس يوجين كورتز [الإنجليزية].
كان كيميني الرئيس الثالث عشر لـ كلية دارتموث من عام 1970 حتى 1981، وهو الذي بادر باستخدام أجهزة الحاسوب في التعليم بالكلية. رأس كيميني اللجنة الرئاسية المحققة في حادث جزيرة ثري مايل، في عام 1979.

## النشأة
ولد في بودابست، المجر، وتعلم كيميني في مدرسة راتش الابتدائية الخاصة في بودابست وكان زميلًا لـ نادور بالاش [الإنجليزية]. في عام 1938، نزح أبوه إلى الولايات المتحدة بمفرده.
في عام 1940، جلب معه أفراد أسرة كيميني كافة للولايات المتحدة قبل غزو ألمانيا النازية للمجر، بفترة وجيزة. على الرغم من ذلك، رفض جده الرحيل حتى راح ضحية الهولوكوست هو وعمه وعمته. استقرت أسرة كيميني في مدينة نيويورك حيث التحق بمدرسة جورج واشنطن الثانوية - بمدينة نيويورك.
وبعد ثلاث سنوات، تخرج حاصلًا على أفضل النتائج في فصله. في عام 1943 التحق كيميني بـ جامعة برينستون حيث درس الرياضيات والفلسفة، ولكنه أخذ إجازة لمدة عام أثناء دراسته للعمل في مشروع مانهاتن في مختبر لوس ألاموس الوطني. وكان رئيسه هناك ريتشارد فاينمان. عمل هناك أيضًا مع جون فون نيومان. وحين عاد إلى جامعة برينستون، تخرج كيميني حاملًا شهادة البكالوريوس في عام 1947، ثم شرع في التحضير للدكتوراه تحت إشراف ألونزو تشيرش (Alonzo Church). عمل كمساعد رياضيات للعالم أينشتاين  في مرحلة الدراسات العليا. حصل كيميني على الدكتوراه في عام 1949 وكان موضوع بحثه تحت عنوان نظرية النمط مقابل نظرية المجموعات"

## المهنة
عُين كيميني في قسم الرياضيات بدارتموث في عام 1953. بعدها بعامين، كان رئيسًا للقسم، وظل متقلدًا لهذا المنصب حتى عام 1967. بادر كيميني وكورتز بإتاحة استخدام أجهزة الحاسوب للأفراد العاديين. وقد ابتكرا لغة البرمجة البيسيك في عام 1964، بعد إجرائهما التجارب المبكرة لـ أل جي بي - 30 LGP-30، إضافة إلى نظام دارتموث لتقاسم الوقت (دي تي إس إس)، الذي يعد أول أنظمة تقاسم الوقت في العالم.
رأس كيميني جامعة دارتموث من عام 1970 حتى 1981، وواصل تدريس المقررات الجامعية وإعداد الأبحاث ونشر المذكرات عندما كان رئيسًا للجامعة. ترأس التعليم المشترك في جامعة دارتموث في عام 1972. ووضع أيضًا «خطة جامعة دارتموث» للعمليات خلال العام، مما يتيح استغلال مبانٍ قليلة لاستيعاب كثير من الطلاب. أثناء فترة رئاسته، أصبحت جامعة دارتموث أكثر نشاطًا في تعيين الطلاب المتميزين والاستبقاء عليهم وتجديد وعوده بالتمويل لتوفير التعليم للهنود الأمريكيين. جعل كيميني جامعة دارتموث رائدة الجامعات في استخدام الطلاب لأجهزة الحاسوب، مساويًا محو أمية الجهل باستخدام الحاسوب بمحو أمية القراءة والكتابة. في عام 1982، عاد للتدريس بدوام كامل.
في عام 1983، أسس كيميني وكورتز معًا شركة باسم شركة ترو بيسيك True BASIC, Inc. لتسويق لغة ترو بيسيك وتحديث نسخة اللغة.

## الوفاة

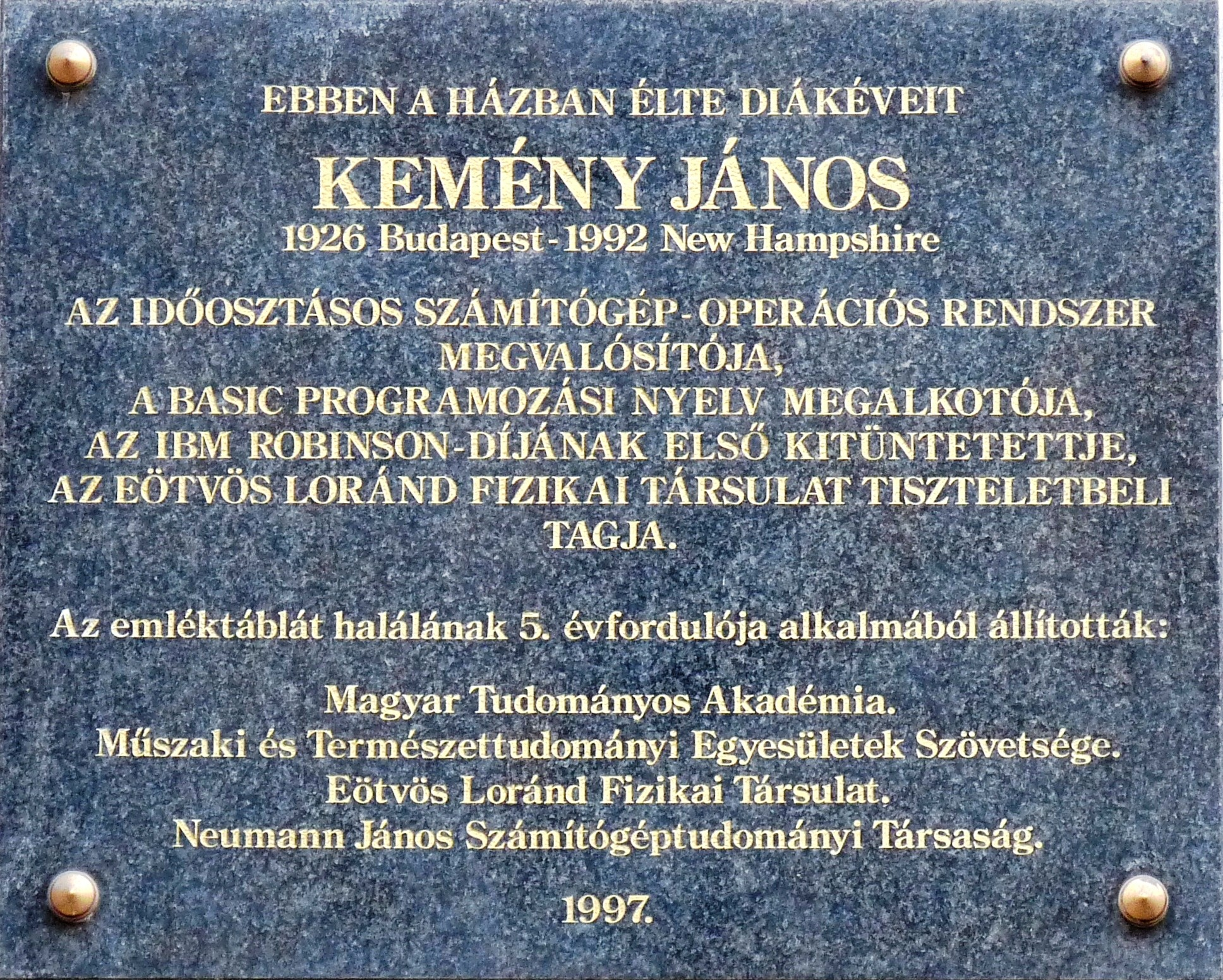
لوحة تذكارية لجون جورج كيميني. تم تثبيتها على جدار مسكنه السابق.

توفي جون كيميني عن عمر يناهز السادسة والستين نتيجة لإصابته بسكتة قلبية في لبنان، نيوهامبشاير في 26 ديسمبر 1992. وقد عاش في إتنا بالقرب من الحرم الجامعي لدارتموث.